# Plastic Soup Foundation
De Plastic Soup Foundation is een non-profit mariene milieuorganisatie die tot doel heeft plasticvervuiling te verminderen. De Plastic Soup Foundation werd opgericht in 2011 en heeft in meerdere landen met succes gepleit voor het opleggen van een verbod en/of vrijwillige uitfasering van microbeads in cosmetica op wereldschaal met de Beat the Microbead-campagne.

## Projecten

### Beat the Microbead-campagne
De campagne ging in 2012 van start en heeft mensen, cosmeticafabrikanten en overheidsinstellingen bewust gemaakt en betrokken bij de kwestie van microbeads. Sinds de campagne hebben diverse landen stappen ondernomen om microbeads te verbieden. Beat the Microbead heeft een app geïntroduceerd die meer dan 500 microplastic-ingrediënten detecteert als hulpmiddel voor consumenten om producten met microbeads te herkennen en te vermijden, en tegelijkertijd een database aan te maken. Het project heeft een "Zero Plastic Inside"-logo geïntroduceerd om fabrikanten te stimuleren en te erkennen die milieuvriendelijke alternatieven voor microbeads in hun producten gebruiken.

### Ocean Clean Wash-campagne
Ocean Clean Wash streeft er sinds 2016 naar om de vervuiling door synthetische vezels de komende jaren met 80% te verminderen door innovatieve oplossingen voor microvezelfilters te stimuleren en te promoten en door druk uit te oefenen op kleding- en wasmachinefabrikanten om producten te ontwikkelen die de stroom van vezels naar de watersystemen voorkomen. De campagne heeft een nieuwe methodologie en benchmark ontwikkeld voor mode- en textielmerken om hun kleding te laten testen op de hoeveelheid microvezel die vrijkomt, waarbij geteste items een label krijgen op basis van de afgifte.

### Plastic Health Coalition
Middels de Plastic Health Coalition is de organisatie een samenwerking aangegaan tussen nationale en milieu- en onderzoeksorganisaties om verder onderzoek naar de gevolgen van plastic voor de menselijke gezondheid te stimuleren.

### Educatie
De organisatie heeft een scanmethode ontwikkeld, de Plastic Soup Footprint genaamd, waarmee bedrijven hun plastic voetafdruk kunnen meten. De organisatie houdt uitvindwedstrijden om innovatieve oplossingen te vinden voor plasticvervuiling, zoals The Young Plastic Pollution Challenge. De organisatie geeft ook lesmateriaal uit en geeft gastdocenten over plasticvervuiling in onderwijsinstellingen.